# نوتر-دام-دو-لورد (سانتر-دو-کبک)
نُتر-دام-دُ-لورد (به فرانسوی: Notre-Dame-de-Lourdes) قصبه‌ای در منطقه شهری لرابل ناحیه سانتر-دو-کبک در استان کبک کانادا است. در سرشماری سال ۲۰۱۱ این قصبه ۷۲۴ نفر جمعیت داشته‌است و مساحت آن ۸۳٫۳۹ کیلومتر مربع است.